# Kościół Chrześcijan Baptystów w Szczytnie
Kościół Chrześcijan Baptystów w Szczytnie – kościół baptystyczny w Szczytnie, zbudowany w roku 1904 w stylu neogotyckim. Mieści się przy ul. Sienkiewicza 3. Od 1994 widnieje w rejestrze zabytków.